# Ernesto Benedettini
Ernesto Benedettini (ur. 5 marca 1948), sanmaryński polityk, kapitan regent San Marino od 1 kwietnia do 1 października 1992 oraz ponownie od 1 października 2008 do 1 kwietnia 2009.

## Życiorys
Ernesto Benedettini jest członkiem Chrześcijańsko-Demokratycznej Partii San Marino (Partito Democratico Cristiano Sammarinese). Z jej ramienia od 1988 zasiada w Wielkiej Radzie Generalnej (parlament). Wchodzi w niej w skład Komisji Spraw Zewnętrznych. Od 1 kwietnia do 1 października 1992 pełnił po raz pierwszy funkcję kapitana regenta. Reprezentował również San Marino w Unii Międzyparlamentarnej.
16 września 2008, razem z Assuntą Meloni, został ponownie wybrany przez parlament kapitanem regentem San Marino. Urząd, na okres 6 miesięcy, objął 1 października 2008.